# Karangwedoro
Karangwedoro is een bestuurslaag in het regentschap Lamongan van de provincie Oost-Java, Indonesië. Karangwedoro telt 2873 inwoners (volkstelling 2010).